# Théodore Sindikubwabo
Théodore Sindikuwabo, född 1928 i Butare, Rwanda, troligen död 1998 i Bukavu, var en rwandisk politiker och läkare som var landets president under tiden för folkmordet i Rwanda 9 april - 19 juli 1994. 
Sindikuwabo installerades som Rwandas tillförordnade president redan den 6 april då den sittande presidenten Juvénal Habyarimana mördats. Han utropades till landets president tre dagar senare efter att premiärministern Agathe Uwilingiyimana också mördats, men erkändes inte som landets laglige president av det internationella samfundet. Han har kanske mest blivit känd för det radiotal han höll i nationell tv och radio den 19 april, då han uttryckte sin besvikelse över alla hutuer som inte "var ute och arbetade", med vilket han menade att döda tutsier.[källa behövs] Det är dock oklart om han gjorde detta uttalande på eget initiativ eller under inflytande från armén.[källa behövs]
Han kom att sitta kvar som president fram till att Kigali intogs den 19 juli av oppositionsgerillan RPF, då han flydde till grannlandet Zaire, idag Kongo-Kinshasa, till staden Bukavu nära gränsen till Rwanda. 
Trots att Sindikuwabo var landets president under tiden för folkmordet anses han inte haft någon större makt över vad som skedde, då landet under folkmordet i praktiken styrdes av premiärministern Jean Kambanda och militären.  
Han avled under sin exil i Zaire. Varken exakt år eller datum för hans död är helt säkerställt, men det mesta tyder på att han dog av naturliga skäl i staden Bukavu 1998.